# Павук-сріблянка
Павук-сріблянка, або водяний павук (Argyroneta aquatica) — поширений у Європі вид павуків з родини Dictynidae, єдиний представник монотипового роду Argyroneta. Відрізняється довгими плавальними щетинками на задніх ногах і 3-ома кігтиками на ногах 3 задніх пар. Це єдиний вид павуків, який, як відомо, живе майже повністю під водою.

## Опис
Самець, який за розміром більший від самки, досягає 15 мм в довжину, а самка — до 12; майже голі головогруди буроватого кольору, який переходить в чорнуватий, з чорними лініями і плямами; черевце буре, покрите багатьма оксамитовими волосками і містить на спинній стороні два ряди вдавлених крапочок.
При зануренні сріблянки у воду між волосками черевця, покритими особливою жирною не змочуваною речовиною, затримується повітря (оскільки не витісняється, завдяки силам поверхневого натягу води) і тому павук під водою здається срібним. Цей шар повітря дозволяє сріблянці довго залишатися під водою; він зрідка піднімається на ЇЇ поверхню, щоб відновити запас повітря. Водовідштовхувальна речовина є видозміненим секретом павутинних залоз. Водяний павук трапляється в стоячих або повільно текучих водоймах доволі часто.
Харчується водяний павук різними дрібними тваринами, які заплутуються в нитках його підводної павутини, або яких він ловить, плаваючи по воді. Спійману зайву здобич він інколи вішає в своєму гнізді.

## Тривалість життя
Життя водяного павука триває близько 18 місяців. Зимують сріблянки в різних стадіях: дорослих самців на зимівлі зустрічається менше, ніж самок; найбільше серед зимуючих молодих павуків. Іноді разом з самками зимують і пізні яйцеві кокони. Для зимівлі будується особливий зимувальний дзвін, особливо міцний. До складу його стінок, крім звичайної павутини, входить особлива склоподібна маса. Іноді павуки зимують у порожніх раковинах молюсків. Там вони теж плетуть павутиновий кокон, але менш щільний. Раковини з павуками часто вмерзають в лід, але сріблянки прекрасно переносять таку сувору зимівлю. Навесні раковини і зимівельні дзвони павуків розносяться повінню, що сприяє їх розселенню.

## Гніздо
Дзвіноподібне чи воронкоподібне гніздо сріблянка робить під водою із павутинок, прикріплюючи його до різних підводних предметів. Гніздо відкрите знизу і досягає величини лісового горіха. Павук наповнює його повітрям і використовує його в якості своєрідного водолазного дзвона.
Для наповнення гнізда повітрям водяний павук піднімається на поверхню води і виставляє кінчик черевця, розсуваючи при цьому павутинні бородавки, потім швидко ниряє і забирає при цьому з собою, крім шару повітря, яке покриває все черевце, ще й бульбашку повітря на його кінці. Досягнувши гнізда, павук відділяє бульбашку задніми лапками від черевця і переводить його в свою домівку. Сріблянки-самці інколи забираються в пусті раковини равликів і зимують в них, заткнувши вхід павутиною.
Самці і самки сріблянки живуть поряд в гніздах, що є дуже нетиповим для павуків.

## Розмноження
Яйця відкладаються в кокон із павутини, в якому міститься повітря, поміщаються поблизу від гнізда або в самому гнізді і детально охороняються самкою.

## Зв'язок з людиною
За токсичністю отрути сріблянка займає третє місце серед павуків України, поступаючись тільки каракурту і тарантулу. Вона непогано переносить неволю, проживаючи в акваріумах.